# Joe Fagan
Joseph Francis Fagan, detto Joe (Liverpool, 12 marzo 1921 – Liverpool, 30 giugno 2001), è stato un calciatore e allenatore di calcio inglese.

## Carriera
Cresciuto nelle giovanili del Liverpool, Fagan esordì come professionista nel 1947 tra le file del Manchester City, in cui rimase per quattro anni collezionando 168 presenze. Conclusa la carriera nella squadra amatoriale del Nelson, nel 1953 Fagan esordì come allenatore nel Rochdale, squadra di livello non professionistico che allenò fino al 1958, anno in cui entrò nello staff tecnico del Liverpool.
Nel 1974, quando Bill Shankly lasciò la panchina al suo vice Bob Paisley, Fagan fu promosso come allenatore in seconda della squadra, incarico che mantenne fino al 1983 quando prese il posto di Paisley alla guida della squadra. Alla sua prima stagione alla guida del Liverpool, Fagan vinse sia il campionato, sia la Coppa dei Campioni, sia la Coppa di Lega, mentre alla fine della stagione successiva, poco prima della strage dell'Heysel, annunciò il suo ritiro dal calcio lasciando il ruolo di allenatore al giocatore Kenny Dalglish.

## Statistiche
Statistiche aggiornate al termine della carriera. In grassetto le competizioni vinte.
| Stagione        | Squadra         | Campionato      | Campionato | Campionato | Campionato | Campionato | Coppe nazionali | Coppe nazionali | Coppe nazionali | Coppe nazionali | Coppe nazionali | Coppe continentali | Coppe continentali | Coppe continentali | Coppe continentali | Coppe continentali | Altre coppe | Altre coppe | Altre coppe | Altre coppe | Altre coppe | Totale | Totale | Totale | Totale | % Vittorie | Piazzamento |
| Stagione        | Squadra         | Comp            | G          | V          | N          | P          | Comp            | G               | V               | N               | P               | Comp               | G                  | V                  | N                  | P                  | Comp        | G           | V           | N           | P           | G      | V      | N      | P      | %          | Piazzamento |
| --------------- | --------------- | --------------- | ---------- | ---------- | ---------- | ---------- | --------------- | --------------- | --------------- | --------------- | --------------- | ------------------ | ------------------ | ------------------ | ------------------ | ------------------ | ----------- | ----------- | ----------- | ----------- | ----------- | ------ | ------ | ------ | ------ | ---------- | ----------- |
| 1983-1984       | Liverpool       | FD              | 42         | 22         | 14         | 6          | FACup+CdL       | 2+13            | 1+7             | 0+6             | 1+0             | CC                 | 9                  | 7                  | 2                  | 0                  | CS          | 1           | 0           | 0           | 1           | 67     | 37     | 22     | 8      | 55,22      | 1°          |
| 1984-1985       | Liverpool       | FD              | 42         | 22         | 11         | 9          | FACup+CdL       | 7+3             | 4+1             | 2+1             | 1+1             | CC                 | 9                  | 6                  | 1                  | 2                  | CS+SU+CInt  | 3           | 0           | 0           | 3           | 64     | 33     | 15     | 16     | 51,56      | 2°          |
| Totale carriera | Totale carriera | Totale carriera | 84         | 44         | 25         | 15         |                 | 25              | 13              | 9               | 3               |                    | 18                 | 13                 | 3                  | 2                  |             | 4           | 0           | 0           | 4           | 131    | 70     | 37     | 24     | 53,44      |             |

## Palmarès

### Giocatore

#### Competizioni nazionali
- Second Division: 1

Manchester City: 1946-1947

### Allenatore

#### Competizioni nazionali
- Campionato inglese: 1

Liverpool: 1983-1984
- Coppa di Lega inglese: 1

Liverpool: 1983-1984

#### Competizioni internazionali
- Coppa dei Campioni: 1

Liverpool: 1983-1984